# Valle de Traslasierra

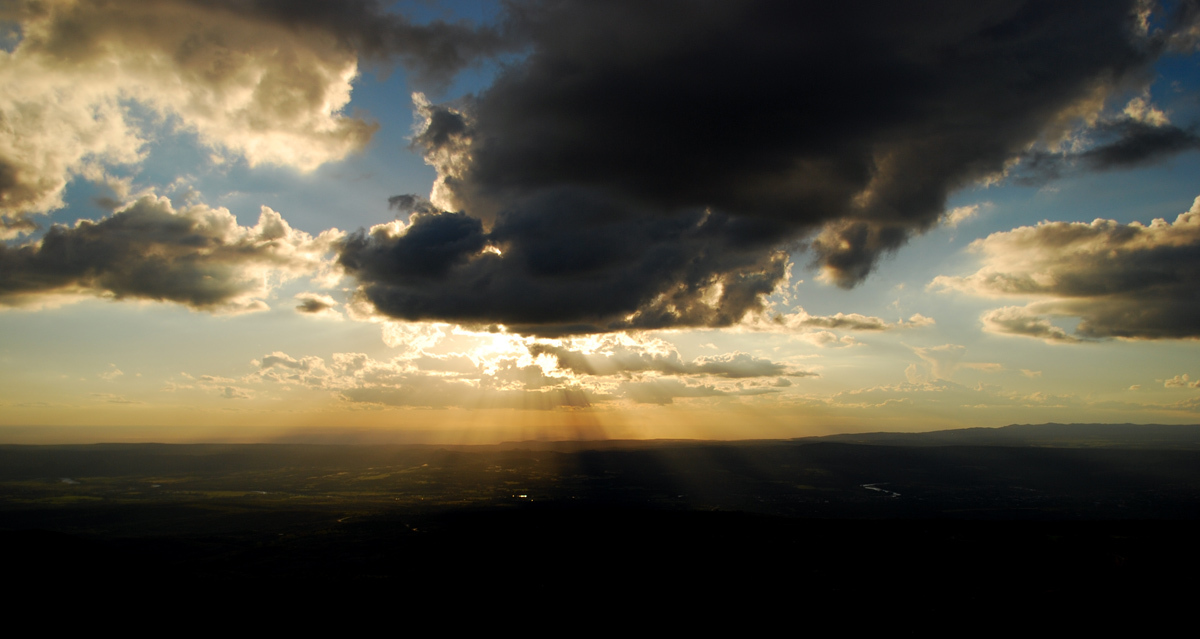
Traslasierra desde las Sierras Grandes.

El Valle de Traslasierra es una región geográfica natural de la provincia de Córdoba, Argentina, ubicada al oeste de las Sierras Grandes y al este de las Sierras Occidentales; cuya capital turística es la ciudad de Villa Cura Brochero y se encuentra el centro comercial más trascendente, la ciudad de Villa Dolores.

## Características

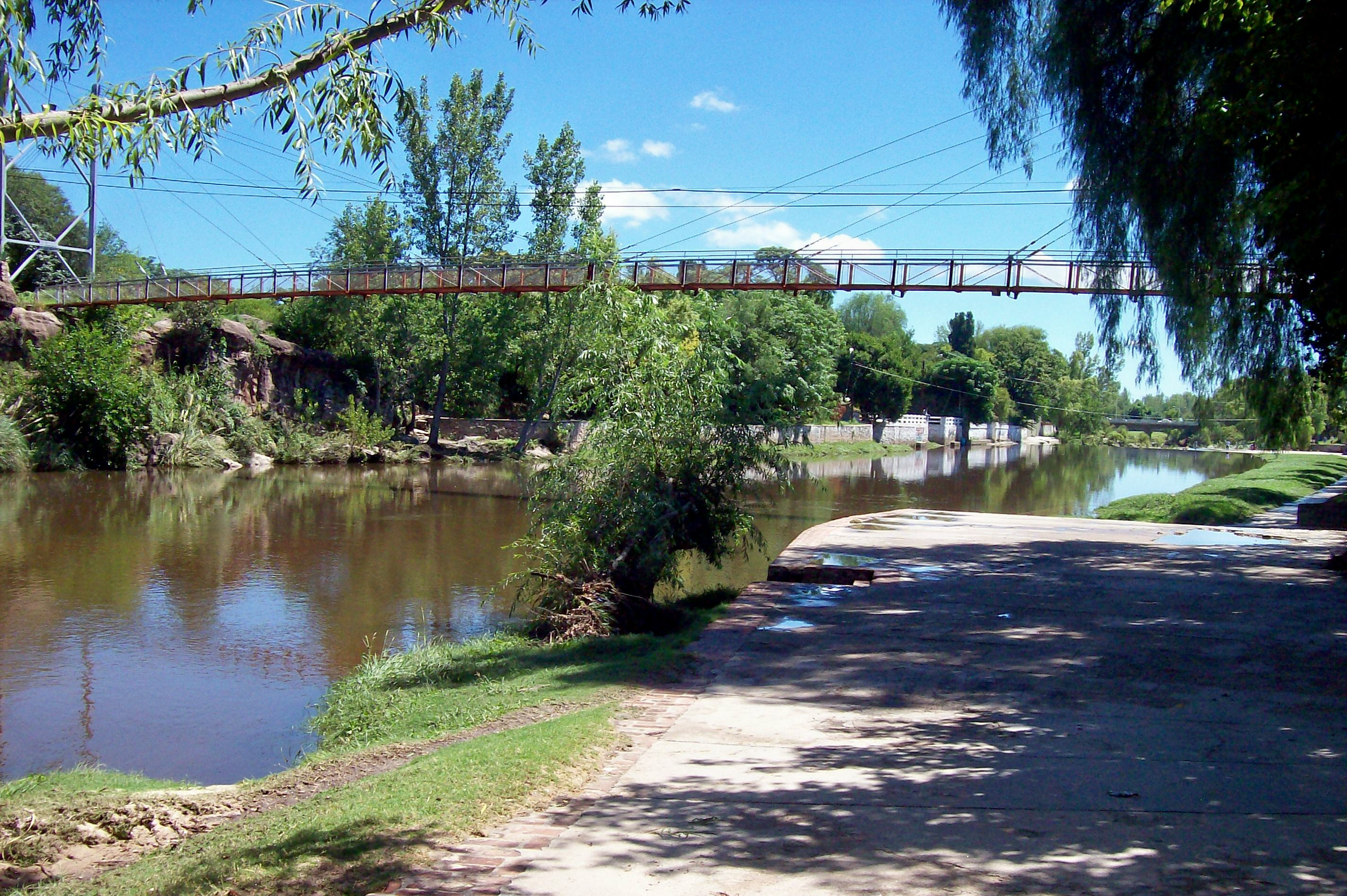
Pasarela sobre el río Mina Clavero.

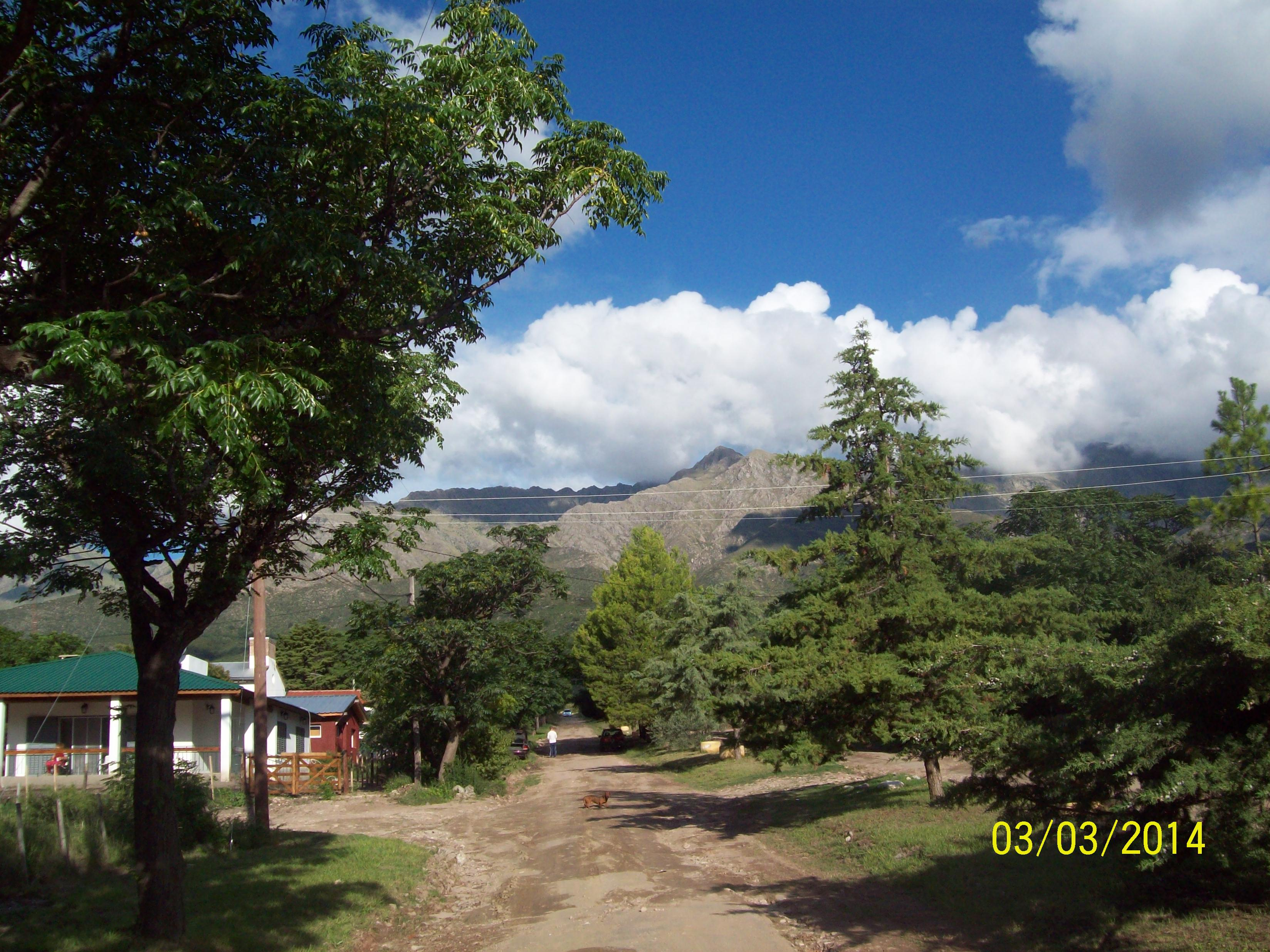
Los Hornillos, Córdoba Argentina en el verano meridional.

Debido a su aislamiento hasta tiempos relativamente recientes 
el Camino de las Altas Cumbres fue realizado bajo las directivas del Cura Brochero entre fines del siglo XIX e inicios del siglo XX, y siguiendo tramos de ese camino recién en los 1970 se consolidó la ruta provincial 34, capacitada para tránsito automotor pesado y rápido, que une a Villa Cura Brochero en Traslasierra con Carlos Paz en el Valle de Punilla) la zona del villa de Traslasierra ha tenido una densidad demográfica menor que la de los otros valles de las Sierras de Córdoba, ha mantenido con más persistencia la cultura criolla de tipo gaucho y, debido a las dificultades para la accesibilidad, la naturaleza agreste esto último ha sido motivo para que desde los 1980 se afincaran en la zona algunos integrantes del movimiento hippie o similar (por ejemplo fue uno de los sitios predilectos de los integrantes de la banda Sumo).
 Sin embargo de esto el Valle de Traslasierra recibió una muy importante inmigración europea desde inicios de siglo XX a aproximadamente los 1950 aunque tal inmigración de un modo más moderado persiste; esto explica que en la localidad de Nono se haya instalado en 1917 la primera bodega productora de vodka de calidad en Argentina.
La zona en torno al dique La Viña además de sus atractivos paisajísticos se destaca por sus producciones artesanales: ravioles cuyo relleno es "ortiga", los tejidos de vellón elaborados por "tejenderos" y, sobre todo los recipientes y figurillas realizadas con cerámicas negras.

Así también merece su renombre la cerámica negra de la zona del dique La Viña (muchas veces con obras de verdadera coroplastia): la cerámica negra se basa principalmente en recipientes y figuras a partir de "chorizos" frescos de arcilla con los cuales se modelan las piezas; si antes del horneado se pulen con una mezcla de agua y piedras tipo granza quedan brillantes, también se realizan piezas engobadas; para que obtengan su color negro se las cuecen en hornos sencillos que constan de un pozo no muy profundo en cuyo fondo se pone la pieza de cerámica fresca o "cruda" la cual es cocida con un fogón (a fuego lento) de estiércol que se dispone sobre la pieza y el pozo. El resultado son delicadas y artísticas piezas cerámicas de color absolutamente negro. La economía del valle se basa tanto en el turismo interno como en el internacional (europeos etc).

## Localidades
En el centro y bordeando la cadena de montañas de casi 2900 m s. n. m., se encuentran varias ciudades y una serie de localidades más pequeñas:
- Mina Clavero
- Villa Cura Brochero
- Villa Dolores
- Arroyo de los Patos
- Nono
- Las Calles
- Las Rabonas
- Los Hornillos
- Quebrada de Los Pozos
- Villa de Las Rosas
- Los Molles
- Las Tapias
- Ciénaga de Allende
- Quebracho Ladeado
- Chuchiras
- San Javier
- Yacanto
- Luyaba
- La Población
- Panaholma
- San Carlos Minas
- Salsacate
- San Lorenzo
- La Paz

## Demografía
Según datos provisionales del Censo 2010, en Traslasierra viven 100 331 personas, distribuidas entre los cuatro departamentos que conforman el valle: Departamento San Javier, Departamento San Alberto, Departamento Pocho y Departamento Minas, donde más de la mitad de la población habita en el primero.

## Accesos
- Desde Córdoba capital, Villa Carlos Paz, Cosquín: por el Camino de las Altas Cumbres por las RN 38, RN 20; tanto por Los Gigantes  o, desde el noreste,  por Cruz del Eje.

- Desde Buenos Aires: por RN 9, y luego "Altas Cumbres" (850 km). También por RN 8 a Río Cuarto, luego ruta provincial RP 1 hasta Merlo (San Luis), y RN 148 hasta Villa Dolores (870 km), o por RN 7 a Villa Mercedes y RN 148 (950 km)